# Hemiceras yuntasa
Hemiceras yuntasa är en fjärilsart som beskrevs av Paul Dognin 1911. Hemiceras yuntasa ingår i släktet Hemiceras och familjen tandspinnare. Inga underarter finns listade i Catalogue of Life.